# 完顏習撚
完顏習撚（?—?），金朝第四代皇帝完颜亮的后宫，第一代皇帝金太祖的孙女，梁王完颜宗弼的女儿。
完顏習撚和姐姐静乐县主完顏蒲剌，宋王完颜宗望的女儿完顏什古，陈王完顏宗雋的女儿完顏師姑兒，太傅完颜宗本的女儿完顏莎里古真、完顏餘都，丽妃唐括石哥的妹妹蒲鲁胡只，完颜亮母亲大氏的表兄张定安的妻子奈剌忽，完颜宗磐的孙女郧国夫人完顏重節都有丈夫，其中只有完顏什古的丈夫已经去世。完颜亮派侍女高师姑、内哥、阿古等人召她们入宫，与她们私通。习撚、莎里古真最受宠，仗势笞打她们的丈夫。完颜亮使习撚的丈夫稍喝押护卫直宿。